# Batalla de Laguna Limpia
La Batalla de Laguna Limpia fue un combate durante las guerras civiles argentinas, ocurrido en el sudoeste de la provincia de Corrientes el 4 de febrero de 1846, en que el ejército del gobernador de Entre Ríos, Justo José de Urquiza, venció y tomó prisionero al jefe de la vanguardia del ejército correntino, Juan Madariaga.

## Antecedentes
Desde 1839 en adelante, la provincia de Corrientes se había rebelado contra la autoridad del dictador porteño Juan Manuel de Rosas en forma casi continua.
El gobernador Joaquín Madariaga puso su ejército en manos del general José María Paz, que ya en 1841 había logrado un impresionante triunfo en la batalla de Caaguazú en Corrientes. Paz organizó eficazmente a su ejército, y cuando el gobernador entrerriano invadió la provincia, le preparó una trampa en el extremo norte de los esteros del Iberá. Para llevarlo hasta allí tenía que cruzar toda la provincia, de modo que ordenó al jefe de su vanguardia, el hermano del gobernador, que se mantuviera cerca del enemigo, pero sin presentar batalla.
Madariaga se dio cuenta de que llevar a Urquiza hasta el otro lado de la provincia dejaba todo Corrientes en manos del enemigo, y que la población sufriría mucho, por lo que intentó resolver la guerra por medio de operaciones de guerrillas.

## La batalla
Pero Urquiza se movió con gran rapidez y lo alcanzó el 4 de febrero, obligándolo a la lucha.
El terreno era favorable a las fuerzas de Madariaga, pero este no supo sacar provecho de esta circunstancia, y el estrecho callejón por donde debían avanzar los federales se convirtió en un angosto pasillo por donde huyeron los correntinos, llevándose por delante a los ubicados más atrás.
Los correntinos perdieron ciento sesenta muertos, y de entre los prisioneros, a Juan Madariaga, cuyo caballo rodó contra un tronco. Junto al general correntino cayó su correspondencia, por lo que Urquiza se enteró de que Paz lo llevaba hacia el norte.

## Consecuencias
Urquiza avanzó hacia el norte, saqueando las estancias enemigas a su paso, y antes de enfrentarse a Paz, retrocedió, saqueando media provincia.
El prestigio de Paz quedó muy disminuido por los efectos de la campaña, y Urquiza aprovechó para proponer tratativas de acuerdo a través de Juan Madariaga, que fue puesto en libertad. Las negociaciones con Urquiza enfrentaron al general cordobés con el gobernador, con lo que Paz abandonó la provincia.
Tras la firma del Tratado de Alcaraz y su rechazo por Rosas, la situación se resolvería a fines del año siguiente, en la batalla de Vences. Esta significaría el fin de la rebelión correntina.